# Jules De Bisschop
Jules Maria Adolphe Henri De Bisschop (Gand, 7 marzo 1879 – Gand, 22 dicembre 1955) è stato un canottiere belga.
Partecipò alle Olimpiadi di Parigi 1900 nella gara di Otto dove conquistò la medaglia d'argento.

## Palmarès
| Anno | Manifestazione | Sede   | Evento | Risultato | Note |
| ---- | -------------- | ------ | ------ | --------- | ---- |
| 1900 | Olimpiadi      | Parigi | Otto   | Argento   |      |